# Tuligłowy
Tuligłowy [tulʲi'ɡwɔvɨ] (en ucraïnès: Тулиголови, Tulyholovy) és un llogaret al districte administratiu de Gmina Rokietnica, dins del comtat de Jarosław, al Voivodat de Subcarpàcia, al sud-est de Polònia. Està situat a uns 17 quilòmetres al sud de Jarosław i 46 km a l'est de la capital regional, Rzeszów.